# Haematobia meridiana
Haematobia meridiana är en tvåvingeart som beskrevs av Zumpt 1973. Haematobia meridiana ingår i släktet Haematobia och familjen husflugor. Inga underarter finns listade i Catalogue of Life.